# Katarina Tomašević
Katarina Tomašević Kotromanić (oko 1456. ili 1459. – 1464. ili nakon 1474.) je bila kći bosanskoga kralja Stjepana Tomaša Kotromanića i kraljice Katarine Kosače. Imala je starijeg polubrata, Stjepana Tomaševića, sina njenog oca i pučanke Vojače, te starijeg brata Žigmunda. Njeno muslimansko ime je bilo Tarihi Hanuma.

## Djetinjstvo
Povjesničari se ne slažu oko godine njenog rođenja. Jedni tvrde da je u trenutku pada hrvatske banovine/kraljevine u Bosni imala devet godina, što bi značilo da je rođena oko 1456. godine, a drugi da je imala tri godine, što bi bilo da je rođena 1459. godine
Katarinin otac je umro 10. lipnja 1461. godine, te krunu nasljeđuje njen stariji polubrat Stjepan Tomašević. Katarina je s majkom i bratom nastavila živjeti na dvoru svoga brata i njegove žene, kraljice Marije.

## Pad Bosanskog Kraljevstva
Osmanlije su nadirale s istoka i kralj Stjepan Tomašević, Katarinin polubrat, je okončao svoj život braneći svoje prijestolje. Žigmund i Katarina su bili poslani u Istanbul, gdje su prešli na islam. Moguće je da je njihovo prebacivanje organizirao Ahmed-paša Hercegović Kosača, polubrat njihove majke Katarine. Uglavnom Katarina je s bratom i majkom u trenutku pada Bosne boravila u ljetovalištu kraljice Katarine, u tvrđavi Kozograd kod Fojnice. Moguće je da je u pitanju i sama Fojnica. Prema legendi Katarina i Žigmund su uhvaćeni negdje u blizini Konjica, gdje su ih presreli Osmanlije.

## Turbe u Skopju?
Prema legendi, pokopana je u Skopju, gdje joj je Isa-beg Ishaković kasnije podigao turbe. Turbe se navodno nalazilo na brežuljku Urjan Babi, u mezarju pored puta zvanog Hadžilar Jolu, a pokopana je bila stanovita Kral K'zi, odnosno bosanska princeza. Ako je ova teorija točna, može se pretpostaviti da je živjela i umrla u Skopju.O njoj se brinuo Isa - beg Ishaković, kojem je bila data na čuvanje.

## Smrt
Povjesničari se ne slažu oko nadnevka smrti ove bosanske princeze. Postoje dvije teorije o Katarininoj smrti:
- jedna teorija govori o smrti princeze na putu prema Skoplju krajem 1463. godine
- druga teorija govori o Katarininoj smrti nakon 1474. godine, jer je posljednji put spomenuta 1474. godine.

Svi se slažu da je Katarina umrla mlada.